# Wanderley Cardoso
Wanderley Conti Cardoso (10 marzo 1945) è un cantante, attore e showman brasiliano.
In Brasile è conosciuto col soprannome O Bom Rapaz ("Il bravo ragazzo"), preso pari pari dal titolo della sua canzone più fortunata.

## Biografia
Di famiglia italiana, ha iniziato a interessarsi alla musica verso i tredici anni. Dopo aver completato gli studi superiori, ha inciso il suo primo singolo nel 1965, Preste atenção: si è quindi messo in evidenza tra gli esponenti del movimento Jovem Guarda, praticando anche il genere Iê-iê-iê.
Nel 1966 è stato ospite fisso dello show Os Adoráveis Trapalhões, condotto da Renato Aragão su Rede Excelsior. Lo stesso anno è apparso per la prima volta in un film, Na Onda do Iê-iê-iê, dove ha affiancato di nuovo Aragao.
Nel 1967 si è imposto definitivamente con O Bom Rapaz, il brano con cui ha riscosso il maggiore successo e che gli ha anche permesso di condurre sia numerosi show in tv sia programmi radiofonici. Come attore cinematografico è da ricordare per la parte da protagonista nella pellicola O pobre príncipe encantado.
La discografia di Cardoso, assai feconda, conta 900 brani e 84 dischi, dove l'artista si è cimentato in vari generi, compresa la musica cristiana contemporanea.